# پدر خوب (فیلم ۱۹۸۵)
پدر خوب (به انگلیسی: The Good Father) فیلمی محصول سال ۱۹۸۵ و به کارگردانی مایک نیوول است. در این فیلم بازیگرانی همچون آنتونی هاپکینز، جیم برودبنت، هریت والتر، جوآن ولی، سیمون کالو، میریام مارگولیس، مایکل بیرن، استیون فرای و کلیفورد رز ایفای نقش کرده‌اند.